# فهرست لهستانی‌های برنده جایزه نوبل
فهرست زیر شامل لهستانی‌های برندهٔ جایزهٔ نوبل می‌باشد.

## برندگان
| سال  | نام                    | جایزه  |
| ---- | ---------------------- | ------ |
| ۱۹۰۳ | ماری کوری              | فیزیک  |
| ۱۹۰۵ | هنریک سینکیه‌ویچ        | ادبیات |
| ۱۹۰۷ | آلبرت آبراهام مایکلسون | فیزیک  |
| ۱۹۱۱ | ماری کوری (دومین بار)  | شیمی   |
| ۱۹۲۴ | ولادیسلاو ریمونت       | ادبیات |
| ۱۹۴۴ | ایزیدور ایزاک رابی     | فیزیک  |
| ۱۹۵۰ | تادئوس رایش‌اشتین       | پزشکی  |
| ۱۹۷۷ | اندرو شالی             | پزشکی  |
| ۱۹۷۸ | مناخم بگین             | صلح    |
| ۱۹۷۸ | ایزاک بشویس سینگر      | ادبیات |
| ۱۹۸۰ | چسواو میوش             | ابیات  |
| ۱۹۸۱ | رولد هافمن             | شیمی   |
| ۱۹۸۳ | لخ والسا               | صلح    |
| ۱۹۹۲ | جورج چرپک              | فیزیک  |
| ۱۹۹۴ | شیمون پرز              | صلح    |
| ۱۹۹۵ | ژوزف روتبلات           | صلح    |
| ۱۹۹۶ | ویسواوا شیمبورسکا      | ادبیات |
| ۲۰۰۷ | لئونید هورویچ          | اقتصاد |